# Laminariales
Laminariales é uma ordem de grandes algas pertencentes à classe Phaeophyceae, e denominadas barrilha, barrilheira, macaçote, ou ainda soda. Apesar da sua aparência de grandes plantas marinhas, não pertencem ao reino das plantas (Plantae), mas classificam-se no reino Chromalveolata. Conhecem-se perto de 30 gêneros.
Estas algas crescem em bosques submarinos (bosques de algas) de águas superficiais e claras, ricas em nutrientes e temperaturas abaixo de 20 °C. Estes bosques oferecem protecção a algumas criaturas marinhas, e alimentos para outras. Destacam-se pela sua alta taxa de crescimento, o gênero Macrocystis e a espécie Nereocystis luetkeana crescem tão rápido como meio metro por dia, até alcançar 30 a 80 m.
Durante o século XIX, a palavra "soda" utilizava-se para referir tanto às algas como às cinzas obtidas da sua combustão, ricas em carbonato de sódio.

## Morfologia
Na maioria das espécies o talo consiste de estruturas planas em forma de folha denominadas lâminas, as quais se originam de estruturas alargadas com forma de talo denominadas estipes, enquanto que os rizóides fixam a alga ao substrato do oceano. Na base das lâminas das espécies americanas formam-se umas vesículas de gás (pneumatocistos) que mantêm estas perto da superfície, por exemplo, em Nereocystis lueteana.

## Crescimento e reprodução
O crescimento se produz na base do meristema, onde as lâminas se unem à estipe. O crescimento pode estar limitado pela pressão dos alguívoros, por exemplo, os ouriços-do-mar podem consumir grandes áreas. O ciclo de vida das Laminariales compreende as etapas de esporófito diploide e gametófito haploide. A etapa haploide começa quando o organismo maduro liberta numerosos esporos, que germinam para se converterem em gametófitos masculinos ou femininos. A reprodução sexual dá lugar à etapa de esporófito diploide que se desenvolverá num organismo maduro.

## Usos comerciais
As algas gigantes podem ser colhidas com facilidade devido à sua grande superfície e ao seu hábito de crescimento em águas profundas. A cinza das algas marinhas é rica em iodo. Em grandes quantidades, as cinzas podem utilizar-se na produção de sabão e vidro. Até à comercialização do processo Leblanc nos começos do século XIX, a queima de algas na Escócia foi uma das principais fontes de cinzas de soda (principalmente carbonato sódico). Também se usa frequentemente como fertilizante.
A algina, um Carbohidrato obtido de algas marinhas, usa-se para espessar produtos tais como gelados, marmeladas, molhos, cremes e pasta de dentes.
Várias espécies do pacífico (kombu, Saccharina japonica e outras) constituem um ingrediente muito importante na cozinha japonesa. O kombu usa-se para dar sabor a caldos e refogados (especialmente dashi), adornos comestíveis (tororo kombu) no arroz e outros pratos, como salada e como ingrediente principal em aperitivos (tais como tsukudani).

## Espécies proeminentes
- Nereocystis luetkeana, uma espécie[5] do noroeste da América. Utilizado pelos povos indígenas da costa para fazer redes de pesca.
- Macrocystis pyrifera , a maior alga. Encontra-se na costa do Pacífico de América do Norte e do Sul.
- Kombu, Saccharina japonica e outras, varias espécies de algas comestíveis que se encontram no Japão.

## Galeria

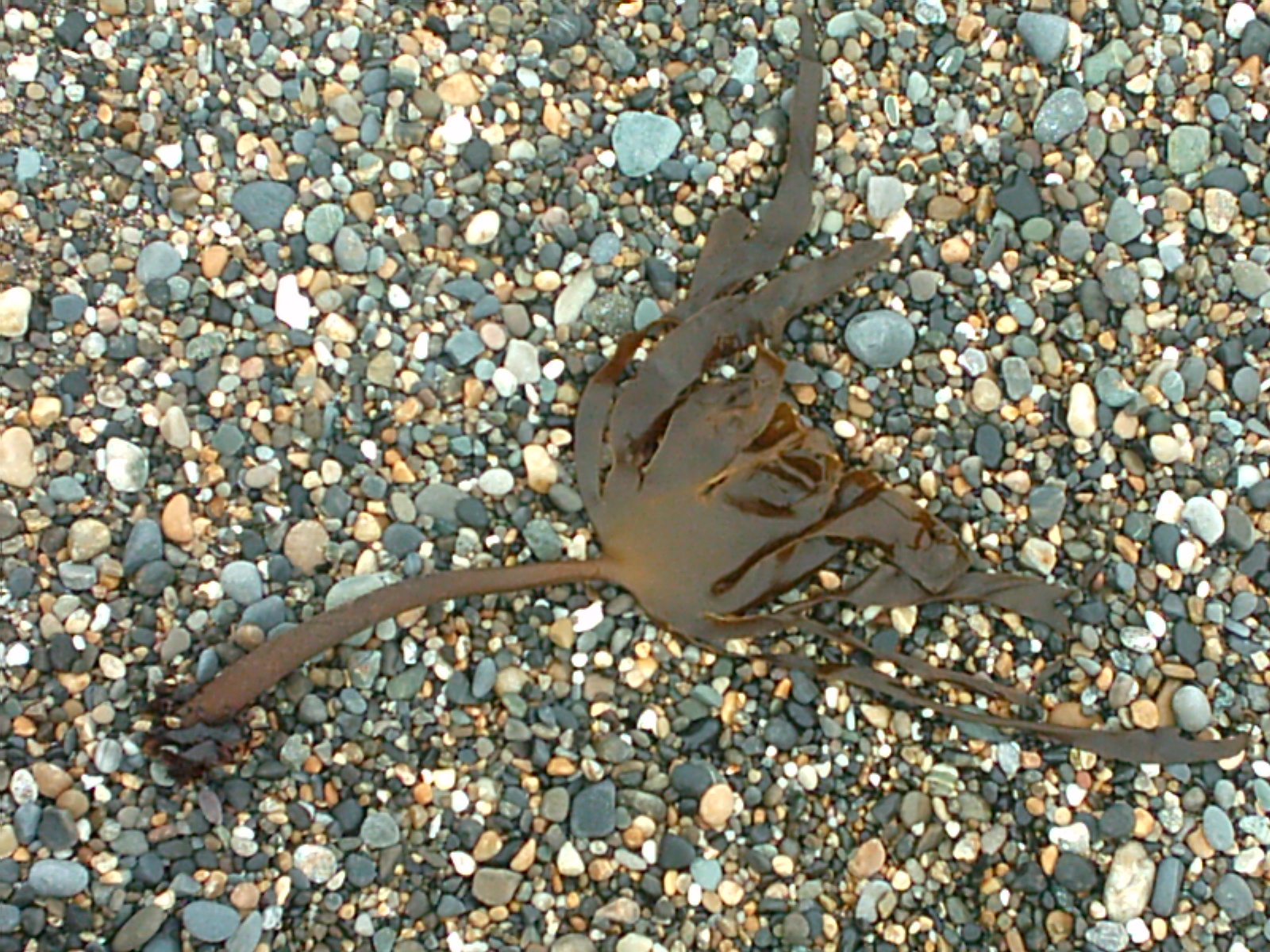
Ecklonia cava
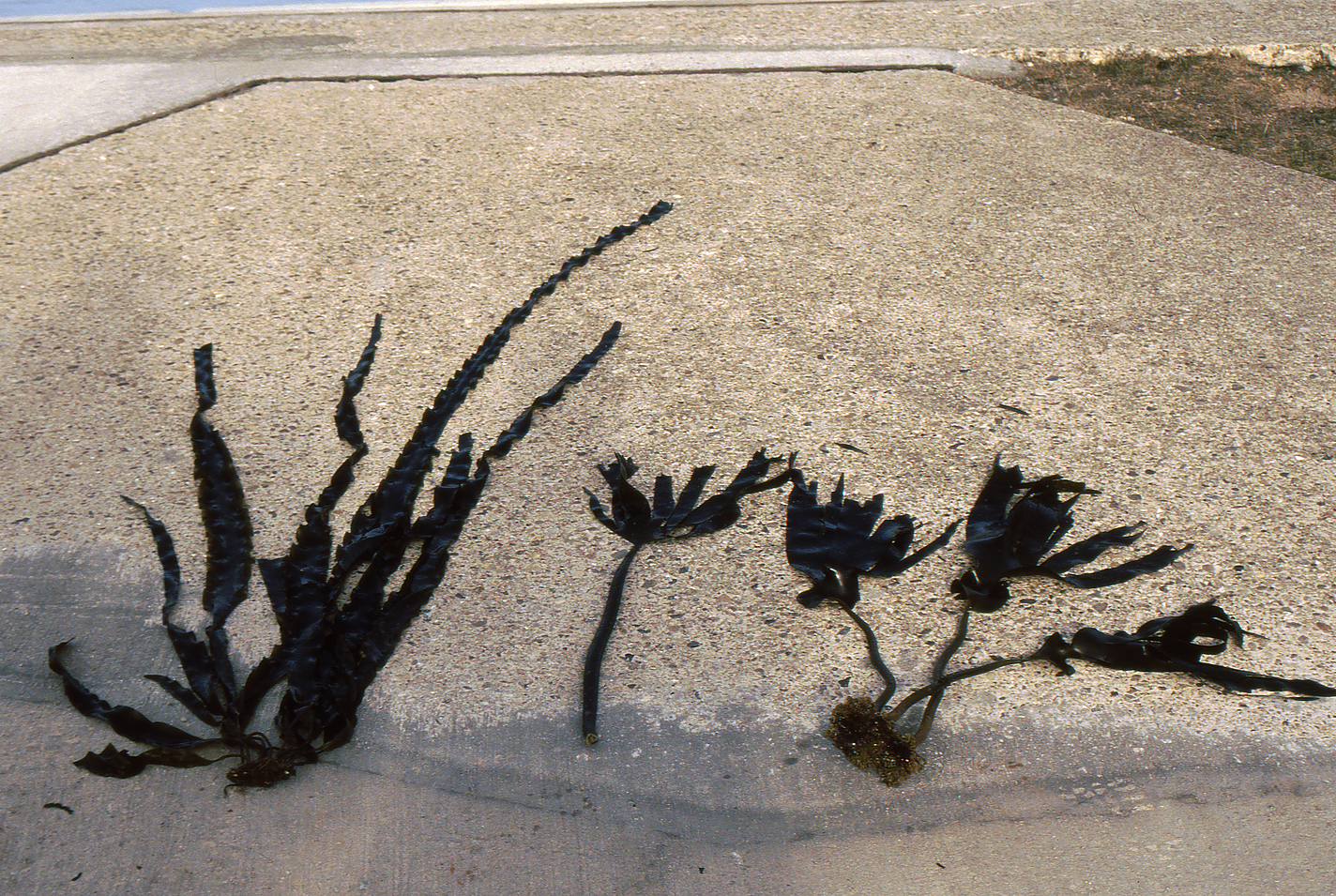
Saccharina latissima, Laminaria digitata e Laminaria hyperborea
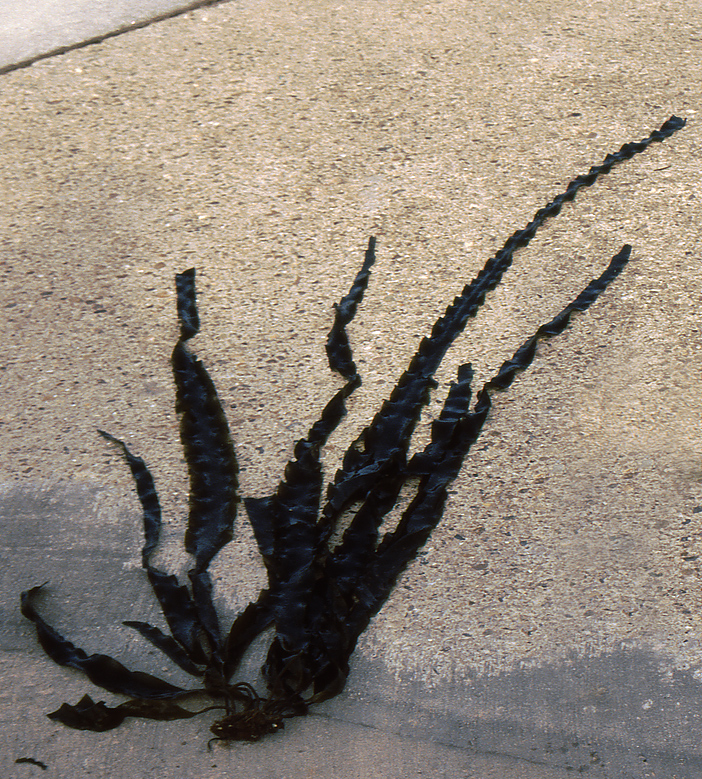
Saccharina latissima
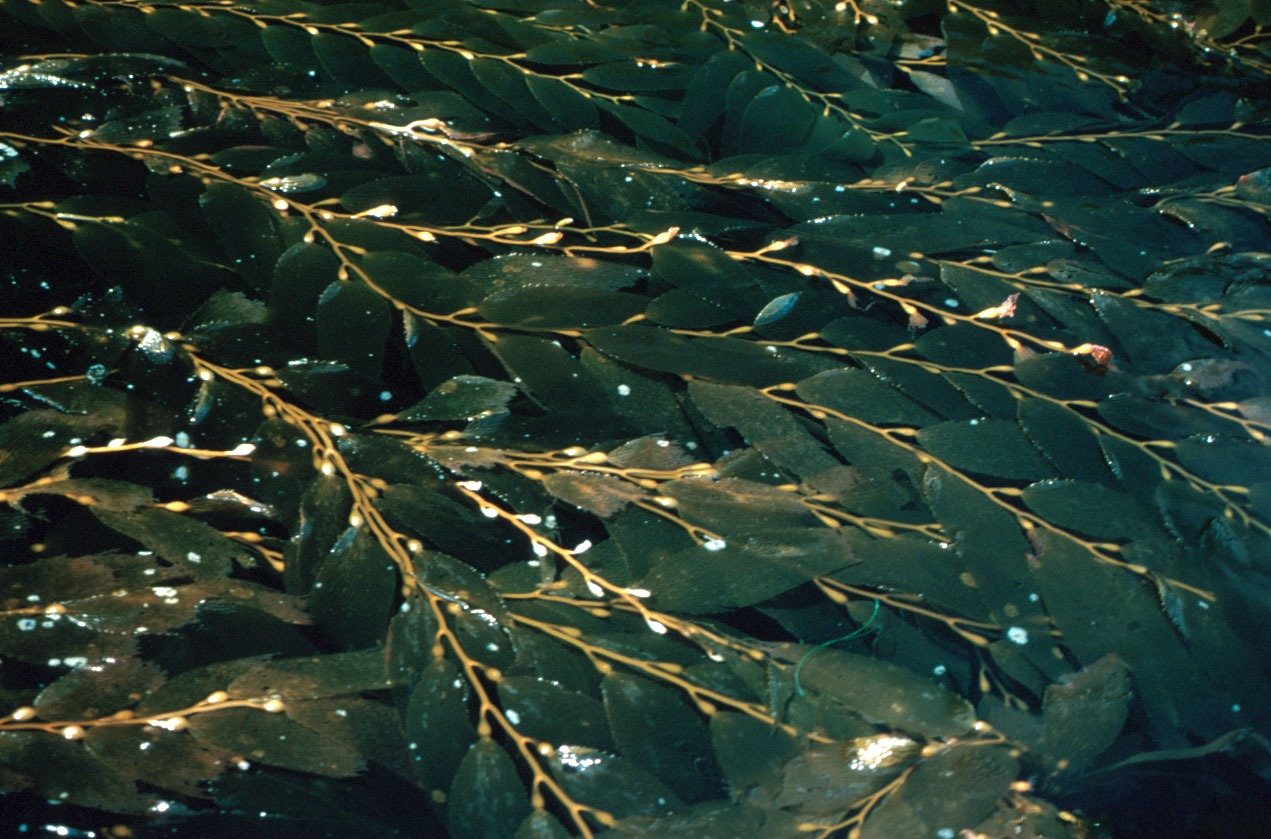
Macrocystis pyrifera